# Yann Dumoget
Yann Dumoget, né en France le 24 mai 1970, est un plasticien et artiste relationnel français,.
Adepte de la « peinture partagée », sa particularité consiste à organiser des rencontres durant lesquelles il demande aux personnes présentes de dessiner ou d’écrire sur ses propres peintures.

## Biographie
Après des études d’histoire de l’art à l’université Paul Valéry de Montpellier, il commence sa carrière de plasticien professionnel en 1999. Cette année-là, il s’enferme dans son atelier pour réaliser une performance hors du commun : peindre une toile par jour pendant un an, soit 366 peintures sur lesquelles il invite parents, amis, artistes à laisser leurs impressions en intervenant directement dessus à l’aide de feutres. Ce projet lui permettra de faire la rencontre de nombreuses personnalités du monde de l’art qui accepteront de participer à son aventure : Sophie Calle, Christo et Jeanne-Claude, Ben Vautier, Jean Le Gac, Hervé Di Rosa, François Boisrond, Pierre François. Cette performance, très médiatisée, sera homologuée par le livre des records. Il réalise ensuite de nombreuses expositions en France, en Europe et au Japon puis s’installe à Berlin en 2001. Dans la capitale mondiale de l’avant-garde, il fréquente les membres de la « Nouvelles peinture allemande » et bénéficie notamment de l’influence de Dag[Qui ?], Franz Ackermann et Jim Avignon. En 2002, lors de la Documenta 11 de Cassel, il se fait remarquer par la presse internationale avec son action Doklomenta, en hommage à Marcel Duchamp. Parallèlement, il crée cette année-là le collectif « Nähe Kunst » (art de proximité) avec Lorenzo Gori et Igor Zaidel.
En 2007, il initie le chant des pistes, projet relationnel qui se poursuivra autour du monde jusqu’en 2010. (Tananarive, Maputo, Madrid, Rio, Buenos Aires, Lima, Auckland, Sydney, Jakarta, Bangkok, Bombay, Moscou, Le Caire…).
La production initiale de peintures, qu’il considère comme inachevées, n’est qu’une partie de l’activité de Yann Dumoget. Adepte de l’esthétique relationnelle, théorisée par le critique Nicolas Bourriaud, il organise depuis plusieurs années des réunions au cours desquelles il demande aux personnes présentes d’écrire ou de dessiner sur celles-ci 
avec de petits feutres. Il met en scène et documente ensuite ses actions en y associant d’autres disciplines telles que la photographie, la vidéo et la musique.
Centre d’un dispositif de mise en relation, ses toiles sont à envisager comme un espace social cherchant à donner à voir les enjeux d’un être ensemble symbolique. À l’heure du clonage et de la mondialisation, elles sont pour l’artiste un moyen de se pencher sur le caractère 
indispensable de la diversité et du partage comme conditions de toute vie en société.
Depuis 2010, son travail porte essentiellement sur la crise économique mondiale,
Il est actuellement exposé à Montpellier à l'espace Bagouet.
Il s'est établi au Cailar dont il est originaire.